# Ammotrechula wasbaueri
Ammotrechula wasbaueri es una especie de arácnido  del orden Solifugae de la familia Ammotrechidae.

## Distribución geográfica
Se encuentra en California (Estados Unidos).